# Anne Herdorf
Anne Cathrine Herdorf (* 10. Juli 1967 in Kopenhagen) ist eine dänische Schlagersängerin und Schauspielerin.

## Leben und Wirken
Zusammen mit der Gruppe Bandjo gewann sie den Dansk Melodi Grand Prix 1987 und durfte daher beim Concours Eurovision de la Chanson 1987 in Brüssel antreten. Mit dem Schlager En lille melodi erreichten sie einen fünften Platz. Ab dieser Zeit war Anne Herdorf auch als Schauspielerin in dänischen Fernsehproduktionen zu sehen. 2010 erschien mit Lad det Swinge ein Album mit von ihr interpretierten Eurovisions-Titeln.